# Francisco Antonio Ruíz
Francisco Antonio Ruíz (San Miguel de Tucumán, Tucumán; 26 de febrero de 1951) es un exfutbolista argentino que jugaba de arquero. Es el segundo jugador con más partidos en la historia de Atlético Tucumán.

## Trayectoria

### Atlético Tucumán
En 1970 llegaría a Atlético Tucumán para ser suplente del destacado arquero decano, Roberto Ponce, pero paulatinamente se ganaría el puesto. Ese mismo año se consagraría campeón del anual de la liga tucumana pero terminarían arrebatandole el título a través del escritorio. En 1972 conseguiría el campeonato anual, clasificándose así, al nacional de 1973, siendo este el primero de Atlético en primera división. En 1973 obtendría el campeonato tucumano. Entre 1977 y 1979 obtendría el tricampeonato de la liga tucumana en uno de los mejores equipos de la historia del club. En el nacional de 1979 lograría uno de los mejores desempeños de los clubes indirectamente afiliados a la AFA llegando hasta las semifinales, donde caería ante Unión.

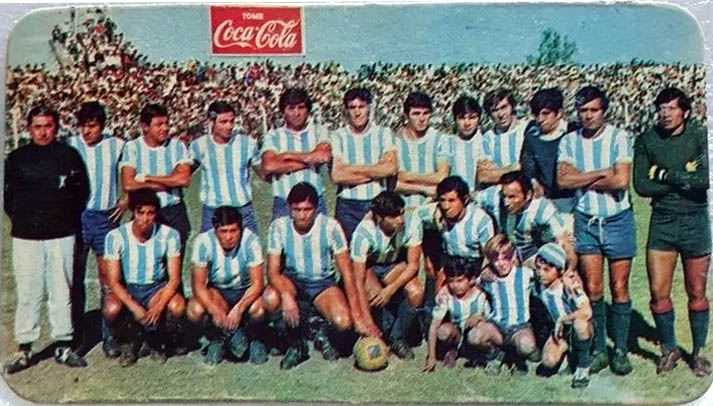
Plantel de Atlético Tucumán en 1971.

El año 1981 sería el último en el decano, marchándose con el récord de 375 partidos disputados con la camiseta de Atlético Tucumán, convirtiéndose en el jugador con más partidos en la historia del club. El 13 de febrero de 2025 fue superado por Guillermo Acosta, como el jugador con más partidos, cortando el récord después de más de 40 años.

### Tigre
En 1982 tuve un breve paso por Tigre.

### Rosario Central
En el 1983 llegaría a Rosario Central dónde jugó 32 partidos. 

### Belgrano
Tuvo un efímero paso por Belgrano de Córdoba en 1985.

### Bolivar
En 1986 se mudaría a Bolivia para jugar en Bolivar de La Paz, donde sólo jugaría una temporada. Disputó la Copa Libertadores 1986, dónde Bolivar llegó a semifinales. 

### Temperley
En 1987 volvería a Argentina para jugar en Temperley dónde estuvo una temporada.

### Wilstermann
Retornaría a Bolivia en 1989 para jugar en Wilstermann por una temporada. 

### San José
En 1991 pasaría a San José, siendo éste el club boliviano en el que estaría más tiempo. En su primera temporada conseguiría el subcampeonato, por detrás de Bolivar, clasificándose así, a la Copa Libertadores de 1992. Al año siguiente San José terminó en la misma posición, terminando otra vez superado por Bolivar, este resultado lo clasificó a la Libertadores de 1993. En 1994 se le pondría fin a su carrera profesional.

## Clubes
| Club             | País      | Año       |
| ---------------- | --------- | --------- |
| Atlético Tucumán | Argentina | 1970-1981 |
| Tigre            | Argentina | 1982      |
| Rosario Central  | Argentina | 1983-1984 |
| Belgrano         | Argentina | 1985      |
| Bolívar          | Bolivia   | 1986      |
| Temperley        | Argentina | 1987-1988 |
| Wilstermann      | Bolivia   | 1989-1990 |
| San José         | Bolivia   | 1991-1994 |

## Palmarés
| Título        | Equipo           | País      | Año  |
| ------------- | ---------------- | --------- | ---- |
| Liga Tucumana | Atlético Tucumán | Argentina | 1972 |
| Liga Tucumana | Atlético Tucumán | Argentina | 1973 |
| Liga Tucumana | Atlético Tucumán | Argentina | 1975 |
| Liga Tucumana | Atlético Tucumán | Argentina | 1977 |
| Liga Tucumana | Atlético Tucumán | Argentina | 1978 |
| Liga Tucumana | Atlético Tucumán | Argentina | 1979 |